# Štúrovo
Štúrovo, ungarisch Párkány (bis 1948 slowakisch Parkan; deutsch Gockern) ist eine Stadt an der Donau mit 9322 Einwohnern (Stand 31. Dezember 2024) im Süden der Slowakei.

## Geographie
Die Gemeinde befindet sich im südöstlichen Teil des slowakischen Donautieflands, unmittelbar südwestlich der Mündung des Hron in die Donau, welche hier die slowakisch-ungarische Staatsgrenze bildet. Auf dem gegenüberliegenden Donauufer von Štúrovo befindet sich die ungarische Stadt Esztergom. Unweit von Štúrovo erheben sich das kleine Burdagebirge auf slowakischer Seite und das Pilisgebirge auf ungarischer Seite, jenseits der Donau. Das Stadtzentrum liegt auf einer Höhe von 116 m n.m. und ist je ca. 50 Kilometer von Nové Zámky, und von der ungarischen Hauptstadt Budapest sowie etwa 150 Kilometer von der slowakischen Hauptstadt Bratislava entfernt.
Nachbargemeinden von Štúrovo sind Nána im Norden, Kamenica nad Hronom im Nordosten, Esztergom im Osten und Süden und Obid im Westen.

## Geschichte
Die heutige Stadt wurde in den vierziger Jahren des 16. Jahrhunderts (erste konkrete Erwähnung 1546) im Zuge der Kriege zwischen den (osmanischen) Türken und den Habsburgern von den Türken als militärischer Stützpunkt vor der Befestigung der Donaubrücke bei Esztergom gegründet. Sie gaben der Anlage den Namen Ciğerdelen Parkani (ausgesprochen Dschigerdelen Parkani, etwa „Festung, die sich in die Eingeweide des Feindes bohrt“). Vor der neuen Siedlung befand sich hier das Fischerdorf Kakat(h) (erster Beleg 1075 als Kokot, spätere Namen: Chokot, Kokat, Cocott u. ä.), das von den Türken im Zuge der Gründung von Parkan entvölkert wurde. Dieser Begriff bedeutete im alten Slowakisch Hahn; dieses Wappentier befindet sich bis heute im Stadtwappen von Štúrovo. Die Namensform Parkan taucht 1571 zum ersten Mal auf, die ungarische Version Párkány dann 1773.

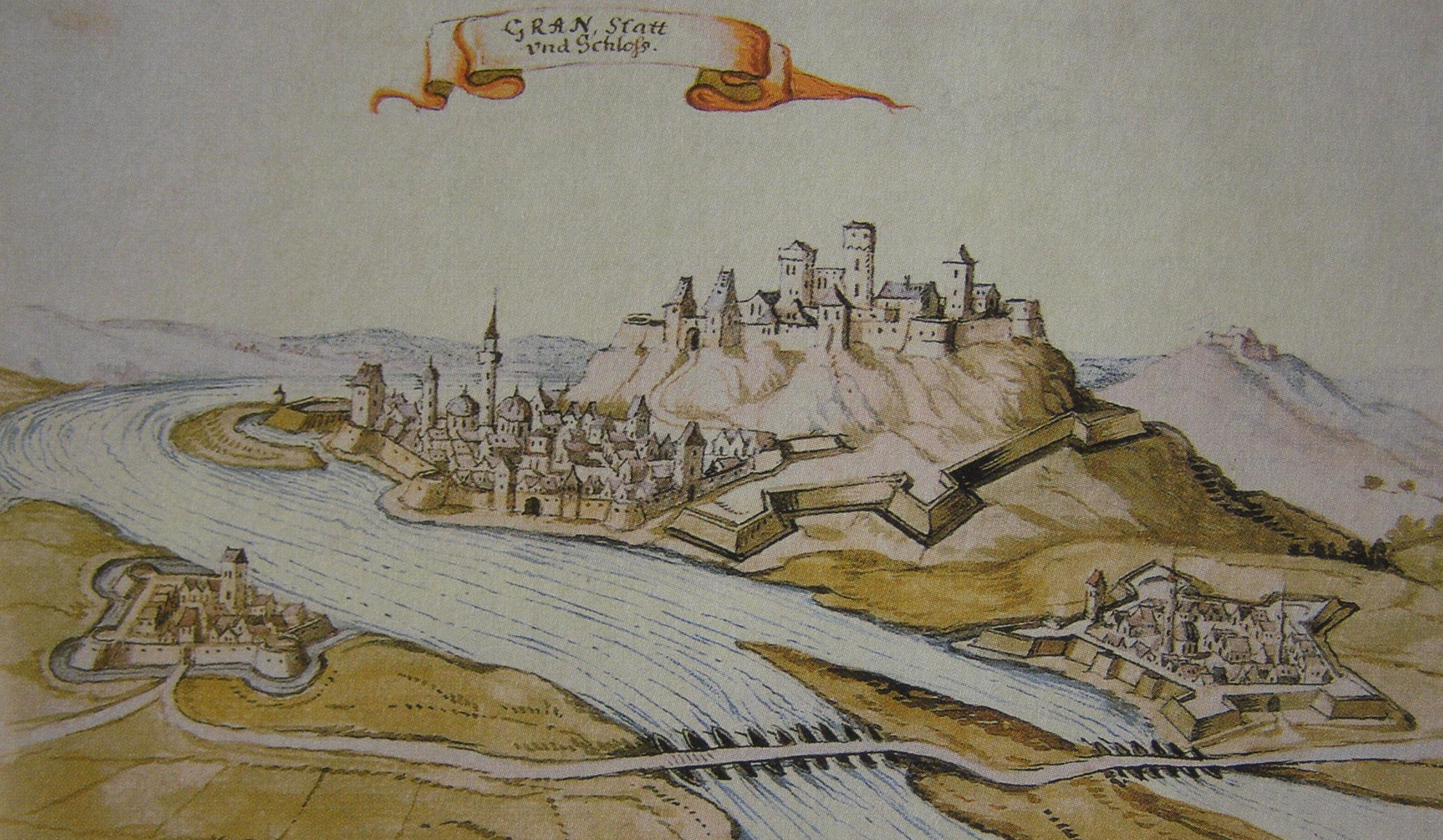
Štúrovo und Esztergom 1664

Der Ort hatte anfangs unter den vielen Auseinandersetzungen an der damaligen Westgrenze des Osmanischen Reichs zu leiden.
Am 7. Oktober 1683 besiegten die nach der Zweiten Wiener Türkenbelagerung zurückweichenden, zahlenmäßig überlegenen Türken (bis zu 40.000 Mann), eine nur 4.000 Mann zählende polnische Hussaria unter König Jan III. Sobieski. Zwei Tage später, am 9. Oktober 1683, nach Verstärkung der polnischen Kavallerie durch Infanterie, Artillerie und kaiserliche Truppen, wurden die Türken durch Karl von Lothringen und Jan III. Sobieski vernichtend geschlagen. Die Ereignisse werden als Schlacht bei Párkány zusammengefasst.
Bis 1918 gehörte die Stadt zum Königreich Ungarn und kam dann zur neu entstandenen Tschechoslowakei. Durch den Ersten Wiener Schiedsspruch kam sie von 1938 bis 1945 kurzzeitig wieder zu Ungarn.
Parkan wurde 1948 nach dem Zweiten Weltkrieg in Štúrovo umbenannt. Der Name ist von Ľudovít Štúr abgeleitet, obwohl dieser in der Stadt nie gelebt hat. 1960 wurde die benachbarte landwirtschaftliche Gemeinde Nána (erster Beleg 1157) zu Štúrovo eingemeindet, wurde aber 1990 wieder selbständig.
Ende 1991 fand in der Stadt ein Referendum zur Wiedereinführung des Namens Parkan statt. Bei einer Beteiligung von 54 % waren 87 % der Stimmen für den Vorschlag, und damit war das Referendum gültig. Die damalige Regierung lehnte jedoch 1992 die Umbenennung aus „gesellschaftlichem Interesse“ ab.

## Bevölkerung
| Jahr                | 1994   | 2004     | 2014    | 2024     |
| ------------------- | ------ | -------- | ------- | -------- |
| Anzahl der Personen | 13.512 | 11.290   | 10.568  | 9322     |
| Unterschied         |        | −16,44 % | −6,39 % | −11,79 % |

| Jahr                | 2023 | 2024    |
| ------------------- | ---- | ------- |
| Anzahl der Personen | 9361 | 9322    |
| Unterschied         |      | −0,41 % |

Gemäß der Volkszählung 2011 wohnten in Štúrovo 10.919 Einwohner, davon 6.624 Magyaren, 2.930 Slowaken, 90 Tschechen, 21 Roma, sieben Polen, fünf Bulgaren, drei Ukrainer, jeweils zwei Deutsche, Juden und Russinen sowie ein Kroate. 30 Einwohner gaben eine andere Ethnie an, und 1.202 Einwohner machten keine Angabe zur Ethnie.
7.070 Einwohner bekannten sich zur römisch-katholischen Kirche, 489 Einwohner zur reformierten Kirche, 109 Einwohner zur Evangelischen Kirche A. B., 66 Einwohner zur Pfingstbewegung, 43 Einwohner zu den Zeugen Jehovas, 22 Einwohner zur griechisch-katholischen Kirche, je 14 Einwohner zur evangelisch-methodistischen Kirche und zur orthodoxen Kirche; 107 Einwohner bekannten sich zu einer anderen Konfession. 1.377 Einwohner waren konfessionslos, und bei 1.608 Einwohnern wurde die Konfession nicht ermittelt.

## Kultur

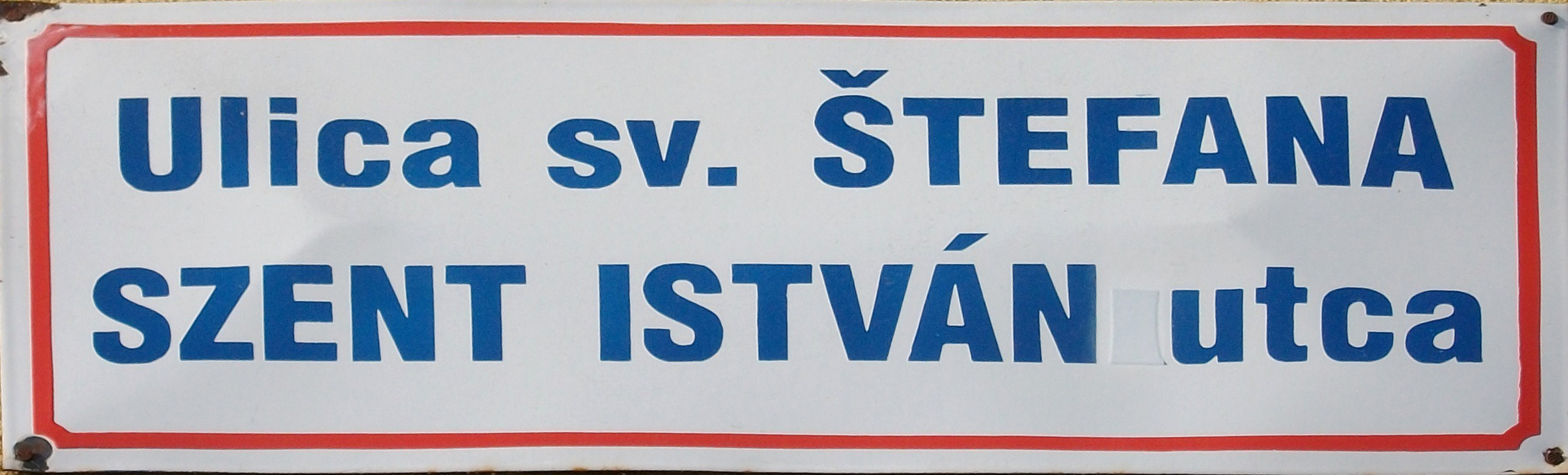
Zweisprachiges Straßenschild – oben slowakisch, unten ungarisch

Durch die längere und wiederholte Zugehörigkeit zu Ungarn ist die Stadt zweisprachig. Es wird neben Slowakisch auch Ungarisch gesprochen.

## Verkehr
Štúrovo ist Endpunkt zweier Straßen 1. Ordnung, der I/63 von Bratislava und der I/76 von Hronský Beňadik. Die II/509 verläuft nach Bajč und Nové Zámky, während die II/564 nach Levice über Demandice führt.
Am Westrand der Stadt steht ein großer Bahnhof an der internationalen Bahnstrecke Bratislava–Budapest, zugleich Grenzbahnhof für Züge Richtung Ungarn. Östlich des Bahnhofs zweigt die regionale Bahnstrecke Štúrovo–Levice ab.
Die 1895 fertiggestellte und 1944 von der sich zurückziehenden Wehrmacht gesprengte Brücke zwischen Štúrovo und Esztergom wurde wegen der vormals schlechten ungarisch-tschechoslowakischen Beziehungen erst 2000/2001 mit finanzieller Unterstützung der slowakischen und der ungarischen Regierung und aus dem PHARE-Programm der EU wiederaufgebaut. Die Donaubrücke trägt den Namen „Maria-Valeria-Brücke“, slowakisch Most Márie Valérie, ungarisch Mária Valéria híd.

## Städtepartnerschaften
Štúrovo pflegt Partnerschaften mit
| - Esztergom, Nachbarstadt in Ungarn - Bruntál in Tschechien - Castellarano in Italien | - Baraolt in Rumänien - Novi Bečej in Serbien - Kłobuck in Polen |